# Dudleveria spiralis
Dudleveria es un género monotípico de plantas con flores de la familia Crassulaceae. Su única especie: Dudleveria spiralis, es originaria de México. 

## Taxonomía
Dudleveria spiralis fue descrita por (Del. ex Morr.) Rowley y publicado en National Cactus and Succulent Journal 13(4): 75. 1958.
Sinonimia
- Echeveria spiralis Del. ex Morr.	[2]